# 西郷村 (茨城県)
西郷村（さいごうむら）は茨城県東茨城郡にかつて存在した村である。

## 地理
- 現在の城里町の南部、旧常北町の西部に位置する。
- 八溝山地に位置し、村域のほとんどは山がちな地形である。

## 歴史
村名はかつてこの一帯が西郷と呼ばれていたことに由来する。

### 村域の変遷
- 1889年（明治22年）4月1日 - 町村制施行により、下青山村・春園村・上青山村・小坂村・勝見沢村・上古内村・下古内村が合併し東茨城郡西郷村が発足。
- 1955年（昭和30年）2月11日 - 西郷村は石塚町・小松村ととも合併し常北町が発足。西郷村は消滅。

変遷表
| 1868年 以前 | 1868年 以前 | 明治22年 4月1日 | 昭和30年 2月11日 | 平成17年 2月1日 | 現在   |
| ----------- | ----------- | --------------- | ---------------- | --------------- | ------ |
|             | 下青山村    | 西郷村          | 常北町           | 城里町          | 城里町 |
|             | 春園村      | 西郷村          | 常北町           | 城里町          | 城里町 |
|             | 上青山村    | 西郷村          | 常北町           | 城里町          | 城里町 |
|             | 小坂村      | 西郷村          | 常北町           | 城里町          | 城里町 |
|             | 勝見沢村    | 西郷村          | 常北町           | 城里町          | 城里町 |
|             | 上古内村    | 西郷村          | 常北町           | 城里町          | 城里町 |
|             | 下古内村    | 西郷村          | 常北町           | 城里町          | 城里町 |

## 人口・世帯

### 人口
総数 [単位： 人]
| 1889年（明治22年） | 2,521 |
| 1891年（明治24年） | 2,546 |
| 1920年（大正 9年） | 3,100 |
| 1935年（昭和10年） | 3,430 |
| 1950年（昭和25年） | 4,389 |

### 世帯
総数 [単位： 世帯]
| 1920年（大正 9年） | 706 |
| 1935年（昭和10年） | 711 |
| 1950年（昭和25年） | 791 |